# 민사평
민사평(閔思平, 1296년 2월 3일(음력 1295년 12월 29일) ~ 1359년 8월 11일(음력 7월 17일))은 고려의 문신이자 학자이다. 밀직사 민적의 아들. 민변과 민유의 형이다. 본관은 여흥(驪興)이며, 자는 탄부(坦夫), 호는 급암(及庵)이며, 시호는 문온(文溫)이다.
충숙왕대에 문과에 급제하여 성균대사성을 거쳐 감찰대부를 역임하였고, 1344년에 여흥군에 봉해졌다. 충정왕을 수행하여 원나라에 다녀왔고, 1348년에 도첨의참리가 되었다가 수성병의협찬공신의 호가 내려졌다. 공신의 칭호를 받은 뒤엔 찬성사, 상의회의도감사 등을 역임하였다.

## 저서
- 《급암선생시집》(보물 제708호)

## 전기 자료
- 이달충, 《제정집》 권3, 민사평 묘지명

## 가족 관계
- 할아버지: 민종유(閔宗儒, 1245년~1324년 5월 27일(음력 5월 5일)[1])
- 아버지: 민적(閔頔, 1270년~1336년 3월 5일(음력 1월 22일)[2])
- 어머니(첫번째): 김씨-김흔(金昕)의 딸[2]
  - 부인: 김씨-김륜(金倫: 1277년 7월 31일(음력 6월 29일)~1348년 3월 2일(음력 2월 2일)[3])의 딸(1302년~1374년 10월 24일(음력 9월 19일)[4])
    - 딸: 민씨-김묘에게 출가(1324년~1379년 6월 12일(음력 5월 27일)[5])
- 어머니(두번째): 원씨-원관(元瓘)의 딸[2]
  - 동생: 민변(閔忭, 미상~1377년[6])
  - 동생: 민유(閔愉, 생몰년 미상)
  - 동생: 민환(閔渙)[7]
  - 장녀: 박인룡(朴仁龍)에게 출가[2]
  - 차녀: 윤계종(尹繼宗)에게 출가[2]
  - 삼녀: 유윤길(劉允吉)에게 출가[2]